# Halomonas titanicae
Espèce
Halomonas titanicae est une espèce de bactéries halophiles à Gram négatif du genre Halomonas identifiée en 2010 sur un échantillon de rusticle prélevé en 1991 sur l'épave du Titanic. 
Avec 26 autres souches de bactéries, celle-ci contribue aux processus de corrosion aqueuse du métal du paquebot ayant coulé mais personne ne sait si cette nouvelle bactérie était présente sur le bateau avant son naufrage ou si elle s’y est installée après.
Henrietta Mann estime la disparition totale du Titanic d'ici 2030 en raison de la corrosion qui provoque l'effondrement progressif du paquebot.
En été 2016, à l'aide d'une technique d'imagerie par rayonnement à neutrons, les installations de l'Institut Laue-Langevin démontrent qu'une molécule appelée ectoïne est utilisée par ces bactéries pour survivre à la pression osmotique que provoque le sel de l'eau sur leurs membranes,.  